# Stradina Universiteit Riga
De Stradina Universiteit Riga (Lets: Rīgas Stradiņa universitāte (RSU), Latijn: Universitas Rigensis Stradina) is een openbare universiteit die zich in de stad Riga, Letland bevindt.
Stradiņš (uitspraak: ˈstradiɲʃ) komt in de naam van de universiteit voor, omdat leden van de familie Stradiņš meer dan een eeuw lang een zeer grote invloed hebben gehad op de gemeenschap en het academische leven in Letland. Het professionele werk van Pauls Stradiņš, decaan van de medische faculteit van de Universiteit van Letland, waarborgde de overdracht van de waarden, standaarden en de kwaliteit van het medische onderwijs, wat een brug vormde tussen het onderwijs en de wetenschap van voor de oorlog en die van na de oorlog. Dit vormde tevens een stevige basis voor de vestiging en ontwikkeling van de Stradina Universiteit Riga.

## Oprichting

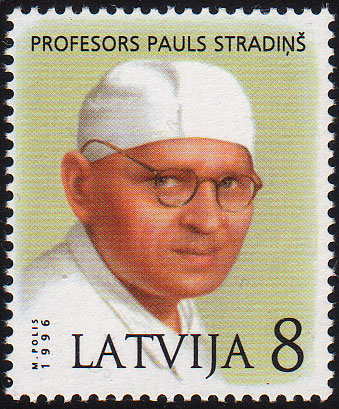
Letse postzegel uit 1996 ter ere van de 100e verjaardag van professor Pauls Stradiņš

In 1950 werd het Riga Medisch Instituut opgericht op basis van de Faculteit Geneeskunde van de Universiteit van Letland. De initiatiefnemers waren de professoren Pauls Stradiņš (1896-1958) en Ernests Burtnieks (1950-1958) - de eerste directeur van het Medisch Instituut Riga, en de toenmalige minister van volksgezondheid van de republiek Letland, Ādolfs Krauss. Aanvankelijk maakten de faculteiten van geneeskunde, tandheelkunde en farmacie hier deel van uit, alsmede 45 departementen.
De Stradina Universiteit Riga wordt door de overheid gefinancierd. Het biedt diverse studieprogramma's aan en zorgt voor de realisatie van wetenschappelijke projecten, waarbij experts in de gezondheidszorg en sociale wetenschappers die in Letland en in de rest van de wereld werken worden onderwezen. De universiteit is de enige universiteit in Letland die traditioneel geïntegreerd is met het nationale volksgezondheidsstelsel van het land. Dit zorgt voor het succesvolle draaien van de universiteit, wat voorwaarde is voor een effectief voortbestaan van het gezondheidsstelsel in Letland.
De universiteit is autonoom en bezit academische vrijheid om haar doelen na te streven en haar taken te vervullen, ten behoeve van de staat en de samenleving. Het biedt een grote verscheidenheid aan academisch en professioneel onderwijs aan, alsmede onderzoeksmogelijkheden, op het gebied van gezondheidszorg, sociale zorg, sociale wetenschappen en natuurwetenschappen.